# Tachyusa cavicollis
Tachyusa cavicollis är en skalbaggsart som beskrevs av Leconte 1863. Tachyusa cavicollis ingår i släktet Tachyusa och familjen kortvingar. Inga underarter finns listade i Catalogue of Life.